# كارلو بلازيس
كارلو بلازيس (بالإيطالية: Carlo Blasis أصد: ‎[ˈkarlo ˈblazis]‏؛ مواليد 4 نوفمبر 1797 - 15 يناير 1878) كان راقص باليه ومصمم رقصات إيطاليا. ولد في نابولي، وهو معروف جيدا بفصوله الراقصة الصارمة للغاية، والتي تستمر أحيانًا لمدة أربع ساعات. أصر بلازيس على أن طلابه يتعلمون نظريات وتعاريف خطوات الرقص. قام بتدريب جميع معلمي إنريكو سيكيتي ويعتقد أن تأثير بلازيس في تدريبه هو ما دفع سيشيتي إلى إنشاء طريقة سيكيتي للباليه.

## وصلات خارجية
- كارلو بلازيس على موقع الموسوعة البريطانية (الإنجليزية)